# Knauergschwendalm
Die Knauergschwendalm (auch: Knauer-Gschwandt-Alm oder Gschwendalm) ist eine Alm in der Gemeinde Reit im Winkl.
Zwei Gebäude auf der Knauergschwendalm stehen unter Denkmalschutz und sind unter der Nummer D-1-89-139-49 in die Bayerische Denkmalliste eingetragen.

## Baubeschreibung
Der Kaser der Knauergschwendalm ist ein Massivbau mit Blockbaugiebel und ist an der Firstpfette mit dem Jahr 1813 bezeichnet.
Der zugehörige Stadel ist in überkämmter Blockbauweise ausgeführt.

## Heutige Nutzung
Die Knauergschwendalm ist bestoßen.

## Lage
Die Alm liegt zwischen Reit im Winkl und dem Ortsteil Seegatterl an der B305 auf einer Höhe von 730 m ü. NN.